# Odontopera trapezoides
Odontopera trapezoides är en fjärilsart som beskrevs av Sckille 1924. Odontopera trapezoides ingår i släktet Odontopera och familjen mätare. Inga underarter finns listade i Catalogue of Life.